# 世界英雄史
「世界英雄史」（せかいえいゆうし）は、1980年5月21日にリリースされた日本のアイドルグループ、ピンク・レディーの18枚目のシングルである。発売元はビクター音楽産業。

## 概要
- その名の通り、歴史上の著名な世界各国の英雄たちが曲中に登場する。
  - 歌詞に登場する英雄
    - ナポレオン
    - シーザー
    - 始皇帝
    - ジンギスカン
    - アルカポネ
    - カメハメハ（カメハメハ大王）
    - イエヤス（徳川家康）
    - コジロー（佐々木小次郎）
    - キヨモリ（平清盛）
    - アレキサンダー（アレキサンダー大王）
    - ロレンス（アラビアのロレンス）
    - バスコダガマ
    - ワシントン
    - ガンジー
    - アムンゼン
    - ノブナガ（織田信長）
    - ベンケイ（武蔵坊弁慶）
    - キリガクレ（霧隠才蔵）

- 再結成後に行われたメモリアル・コンサートではロックステージとしてパフォーマンスするため、発売当時とは違う振り付けで歌唱された。

## 収録曲
※ 全作詞：伊藤アキラ／全作曲・編曲：川口真
1. 世界英雄史
2. ザ・忠臣蔵 '80